# Lepidosaphes newsteadi
Lepidosaphes newsteadi är en insektsart som först beskrevs av Šulc 1895.  Lepidosaphes newsteadi ingår i släktet Lepidosaphes och familjen pansarsköldlöss. Arten har ej påträffats i Sverige. Inga underarter finns listade i Catalogue of Life.